# Сунцов, Валерий Юрьевич
Валерий Юрьевич Сунцов (род. 10 июля 1955, с. Дебёсы, УАССР, СССР) — советский легкоатлет, специализировавшийся на спортивной ходьбе. Бронзовый призёр Чемпионата Европы 1986 года на дистанции 50 км. Чемпион СССР (1986) и серебряный призёр чемпионата СССР (1984). Мастер спорта СССР международного класса (1979). 
Судья Всероссийской категории по спортивной ходьбе, дважды признавался лучшим судьёй России в спортивной ходьбе, в течение пяти лет имел категорию международного судьи по спортивной ходьбе Европейского уровня. Член правления Федерации лёгкой атлетики Удмуртской Республики, с 2003 по 2010 годы — глава Федерации. Заслуженный работник физической культуры Удмуртской Республики (2004). Почётный гражданин Дебёсского района Удмуртской Республики (2005).

## Биография
Валерий Юрьевич Сунцов родился 10 июля 1955 года в селе Дебёсы Удмуртской АССР. Закончил Дебёсскую среднюю школу в 1972 году и заочную математическую школу при МГУ. В 1977 году с отличием окончил Ижевский механический институт (ныне — Ижевский государственный технический университет им. М. Т. Калашникова). В вузе начал заниматься лёгкой атлетикой под руководством тренера Бориса Гарифовича Галимова, с 1975 года — спортивной ходьбой. В апреле 1979 года выполнил норматив мастера спорта СССР, а уже в мае стал мастером спорта международного класса, показав второй результат в мире на дистанции 20 километров.
На протяжении 11 лет — с 1980 по 1991 годы — Валерий Сунцов являлся членом сборной СССР по лёгкой атлетике, неоднократно избирался капитаном советской команды по спортивной ходьбе. Спортсмен принял участие в двух чемпионатах Европы: в 1982 году на первенстве в Афинах финишировал 7-м, а четыре года спустя в Штутгарте с результатом 3:42:38 стал бронзовым призёром на дистанции 50 км. На Всемирных студенческих играх 1981 года в Бухаресте был пятым на дистанции 20 км с результатом 1:32:24. На внутренней арене Валерий Сунцов становился чемпионом СССР (1986) и серебряным призёром первенства (1984), а также двукратным обладателем Кубка СССР (1979, 1983).
На Московской Олимпиаде Сунцов был запасным. Из-за бойкота Советским Союзом не смог стартовать на Олимпийских играх в Лос-Анджелесе, а на соревнованиях «Дружба-84» на дистанции 50 км был дисквалифицирован.
По окончании спортивной карьеры Валерий Юрьевич приступил к организационной работе в Госкомспорте Удмуртии с федерациями 8—10 индивидуальных видов спорта. В 1992 году был избран председателем Федерации лёгкой атлетики Удмуртии. За время работы в Госкомспорте по его инициативе и непосредственном участии проведены три чемпионата России по спортивной ходьбе, первенство России по бегу по шоссе среди учащихся, Кубок России по полумарафону. Всемирной федерацией лёгкой атлетики был отмечен хороший организационный уровень этих соревнований. Принимал участие в выпуске «Спортивной газеты».